# Iguana (film)
Iguana è un film del 1988 diretto da Monte Hellman e interpretato da Everett McGill nel ruolo principale. Il film è tratto dal romanzo dell'autore spagnolo Alberto Vázquez-Figueroa, anch'esso basato sulla vita di un vero marinaio irlandese chiamato Patrick Watkins.

## Produzione
Il film è stato girato principalmente a Lanzarote. Il film si conclude con i titoli "For Warren", perché Hellman ha dedicato il film al suo amico Warren Oates, morto nel 1982.

## Distribuzione
Iguana è stato presentato nelle sale il 1 aprile 1988 ed è stato distribuito in DVD il 30 gennaio 2001 tramite Anchor Bay Entertainment.

## Riconoscimenti
Monte Hellman ha vinto il premio Bastone Bianco (menzione speciale) per questo film al Festival di Venezia nel 1988.